# San Marco (Castellabate)
San Marco is een plaats (frazione) in de Italiaanse gemeente Castellabate, provincie Salerno, en telt ongeveer 1.200 inwoners.

## Afbeeldingen

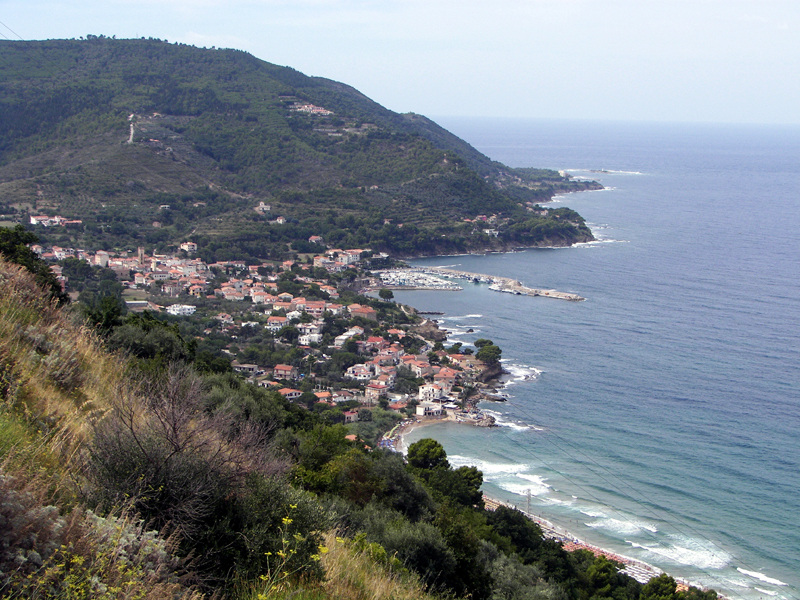
Panorama
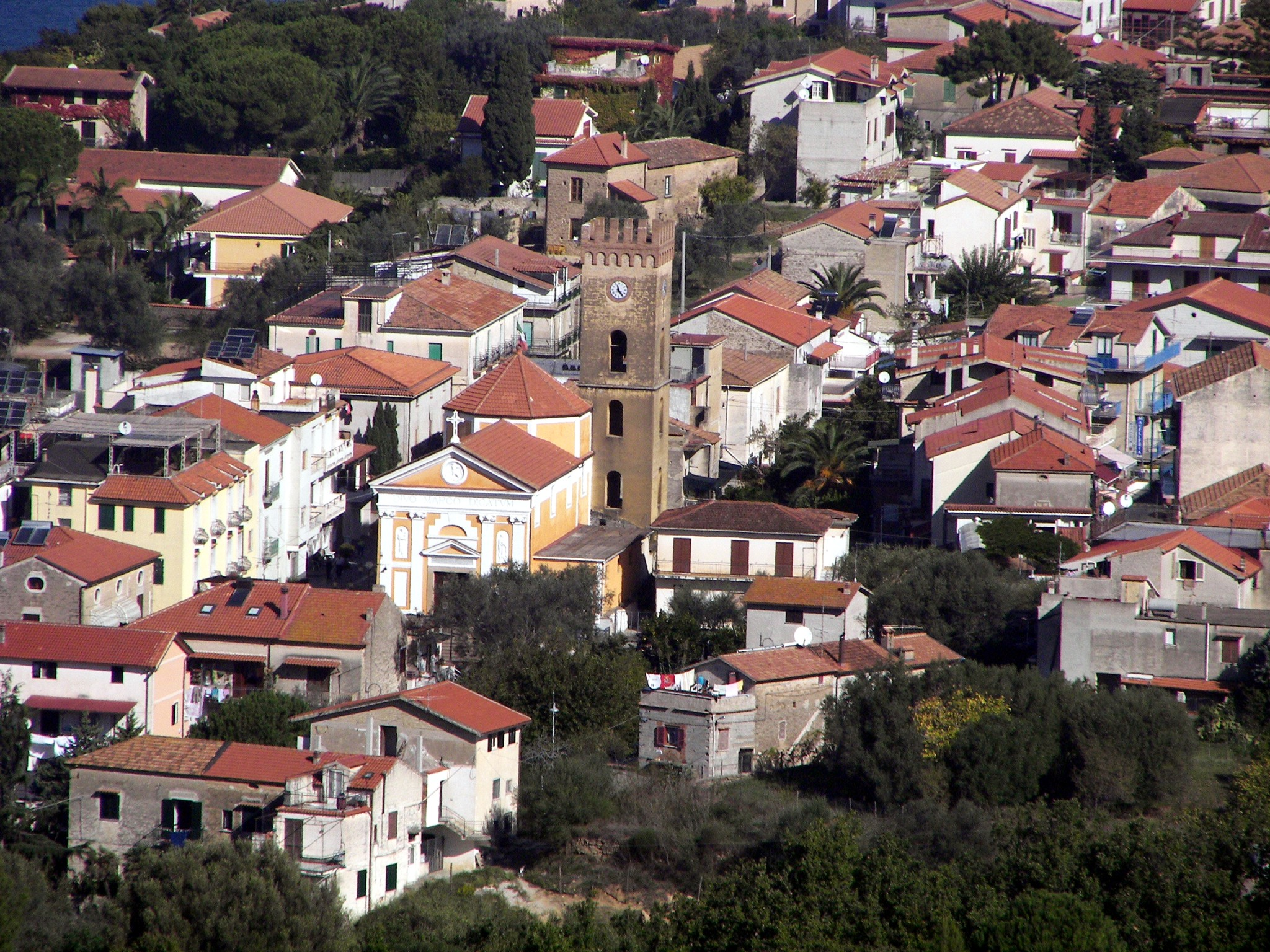
Kerk
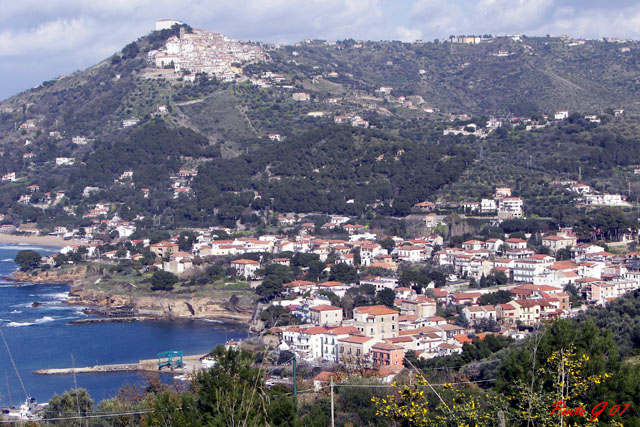
Haven